# Česká Miss 2009

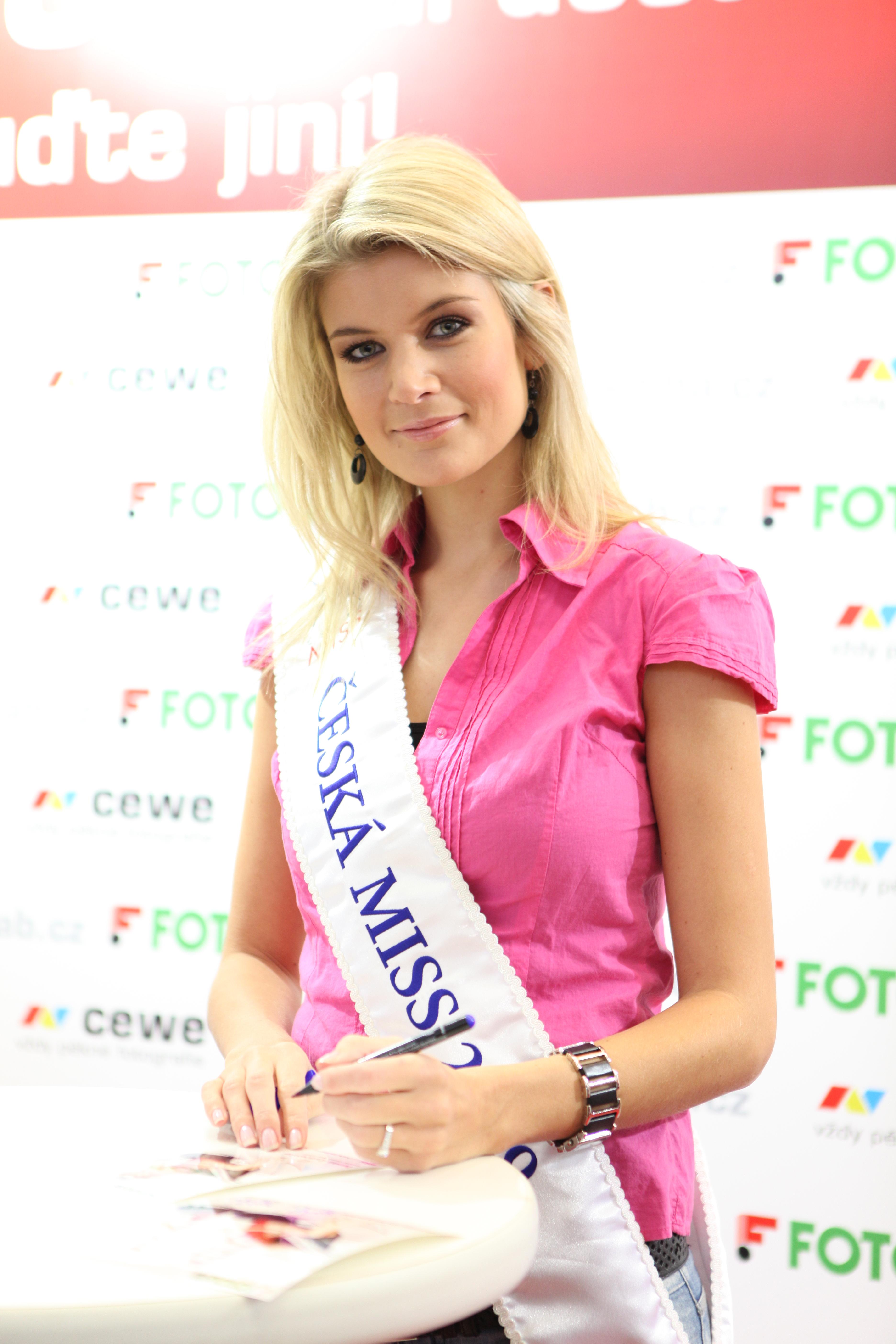
Česká Miss 2009
Iveta Lutovská

Česká Miss 2009 byl 5. ročník české soutěže krásy Česká Miss.
Vítězka obdržela finanční kontrakt v hodnotě 1 000 000 Kč, osobní automobil VW Golf, pronájem luxusního bytu a další hodnotné ceny. Korunovala ji vítězka Miss Universe 2009 Dayana Mendoza z Venezuely.

## Finále
Finální večer se konal v sobotu 28. února 2009 v prostorách Terminálu II. Ruzyňského letiště v Praze. 

### Finalistky soutěže

#### Superfinále (TOP 6)
1. Iveta Lutovská  (soutěžní číslo 7) – Stala se Českou miss 2009 a držitelkou titulu Tip poroty.
2. Tereza Budková  (soutěžní číslo 10) – Stala se I. česká vicemiss 2009 a držitelkou titulů Česká miss Internet 2009, Česká miss posluchačů Frekvence 1 a Blesk Česká miss čtenářů
3. Zina Šťovíčková  (soutěžní číslo 2) – Stala se II. českou vicemiss 2009.
4. Leona Grešáková (soutěžní číslo 4)
5. Nicola Mináriková (soutěžní číslo 5)
6. Tereza Šimsová (soutěžní číslo 8)

#### Ostatní
- Klára Rychtaříková (soutěžní číslo 11)
- Hana Mücková (soutěžní číslo 12)
- Nikol Smetanová (soutěžní číslo 9)
- Julie Zugarová (soutěžní číslo 6)
- Beáta Bocková (soutěžní číslo 1)
- Veronika Židková (soutěžní číslo 3)

## Konečné pořadí
| Česká miss 2009 – Iveta Lutovská          |
| I. česká vicemiss 2009 – Tereza Budková   |
| II. česká vicemiss 2009 – Zina Šťovíčková |

### Vedlejší tituly
- Česká miss Internet – Tereza Budková
- Blesk Česká miss čtenářů – Tereza Budková
- Česká miss posluchačů Frekvence 1 – Tereza Budková
- Tip poroty – Iveta Lutovská

### Umístění v mezinárodních soutěžích

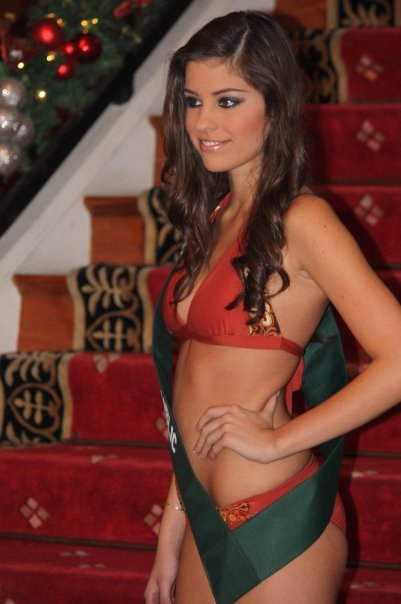
Tereza Budková na Miss Earth 2009.

- vítězka Iveta Lutovská se na Miss Universe 2009 umístila na 8. místě (TOP 10).
- I. česká vicemiss Tereza Budková se na Miss Earth 2009 neumístila, ale získala tituly „Best in Eco-Bag Design Wear“ a „Miss Photogenic“.
- II. česká vicemiss Zina Šťovíčková se na Miss Intercontinental 2009 neumístila.

### Zajímavosti
- Vítězka Iveta Lutovská se v konkurenční soutěži krásy Miss České republiky pro rok 2004 umístila na 4. místě.
- Vítězka Iveta Lutovská se zúčastnila 1. ročníku České Miss, ale probojovala se pouze do semifinále.